# Torneio Internacional Top Volley Feminino
Torneio Internacional Top Volley Feminino (Women's Top Volley International), também conhecido como Torneio da Basileia, foi uma competição que reunia os clubes representantes das principais forças do voleibol feminino mundial. Ocorreu anualmente entre 1989 e 2014, tratando-se de um torneio reconhecido pela FIVB, disputado no St. Jakobshalle, na Basileia, tendo sido organizado pela Eventcourt AG de Zurique.

## Histórico
O torneio foi criado em 1989 e disputado por quatros equipes, idealizada pelo então treinador da Universidade da Basileia, Peter Nonnebroich, cuja nomenclatura foi Uni Basel International, com duração de dois dias, no pequeno salão do St. Jakobshalle, com custo de 14.000 francos e a mascote da competição é a “Spikerella”.
O maior campeão do torneio é o Racing Club de Cannes, da França. Entre os times brasileiros o Osasco foi campeão em 2004 e 2014, e o Rio de Janeiro também possui duas conquistas, em 2006 e 2009.

## Resultados

### Títulos por clube
| Equipe                  | Campeão | Vice-campeão | Terceiro lugar |
| ----------------------- | ------- | ------------ | -------------- |
| Racing Club de Cannes   | 9       | 5            | 4              |
| Aurora Riga             | 3       | 0            | 0              |
| Voléro Zürich           | 2       | 2            | 2              |
| Rio de Janeiro vc       | 2       | 0            | 1              |
| Osasco VC               | 2       | 0            | 0              |
| Joy Volley Vicenza      | 1       | 1            | 2              |
| CSKA Moscou             | 1       | 1            | 0              |
| Foppapedretti Bergamo   | 1       | 0            | 2              |
| VC Schwerte             | 1       | 0            | 0              |
| VC Camaguey             | 1       | 0            | 0              |
| Uralochka Ecaterimburgo | 1       | 0            | 0              |
| VakıfBank               | 1       | 0            | 0              |
| Rabita Baku             | 1       | 0            | 0              |
| Dínamo Krasnodar        | 1       | 0            | 0              |

### Títulos por país
| País          | Campeão | Vice-campeão | Terceiro lugar | Total |
| ------------- | ------- | ------------ | -------------- | ----- |
| França        | 9       | 5            | 5              | 17    |
| Brasil        | 4       | 5            | 2              | 11    |
| Rússia        | 3       | 1            | 1              | 5     |
| Letônia       | 3       | 0            | 0              | 3     |
| Suíça         | 2       | 6            | 3              | 11    |
| Itália        | 2       | 1            | 6              | 9     |
| Alemanha      | 1       | 2            | 2              | 5     |
| Turquia       | 1       | 0            | 2              | 5     |
| Cuba          | 1       | 0            | 0              | 1     |
| Azerbaijão    | 1       | 0            | 0              | 1     |
| Países Baixos | 0       | 1            | 2              | 3     |
| Ucrânia       | 0       | 1            | 0              | 1     |
| Espanha       | 0       | 1            | 0              | 1     |
| Polónia       | 0       | 1            | 0              | 1     |
| Roménia       | 0       | 1            | 0              | 1     |
| Eslováquia    | 0       | 0            | 2              | 2     |
| Hungria       | 0       | 0            | 1              | 1     |